# Henry Cejudo
Henry Carlos Cejudo, (* 9. února 1987 v Los Angeles, Spojené státy americké) je bývalý americký zápasník volnostylař hispánského původu, olympijský vítěz z roku 2008. Od roku 2013 účinkuje v mixed martial arts. Do roku 2020 bojoval v organizaci UFC a je šampionem muší váhy. Na turnaji UFC 249 obhájil pás šampiona a oznámil konec kariéry.

## Sportovní kariéra
Vyrůstal s matkou a šesti sourozenci v chudých poměrech v Phoenixu. Zápasit začal na základní škole a později na střední škole se specializoval na volný styl. Od roku 2005 žil se starším bratrem Angelem v Colorado Springs, kde se připravoval v olympijském tréninkovém centru pod vedením Terry Brandse. V roce 2008 uspěl v americké olympijské kvalifikaci a získal nominaci na olympijské hry v Pekingu. V Pekingu předvedl mimořádně koncentrovaný výkon, když na cestě do finále pokaždé prohrál první část zápasu. Ve finále se utkal s Japoncem Tomohiro Macunagou, poprvé první část zápasu vyhrál a ve druhé části potvrdil zisk zlaté olympijské medaile. V dalších letech se amatérskému zápasu vrcholově nevěnoval. V roce 2011 koketoval s myšlenkou startu na olympijských hrách v Londýně, ale v roce 2012 v americké olympijské kvalifikaci neuspěl. Od roku 2013 zkouší štěstí mezi profesionály.

## Profesionální kariéra
V lednu 2013 vyhlásil záměr věnovat se zápasům v mixed martial arts.
Koncem roku 2014 podepsal smlouvu s významnou soutěží Ultimate Fighting Championship, do které vstupoval s bilancí 6:0. V roce 2016 je v MMA stále bez porážky s bilancí 10:0
Čekal ho titulový zápas s šampionem Demetriousem Johnsonem. Demetrious ho hned v prvním kole porazil TKO.
Svůj další zápas prohrál s Josephem Benavidezem těsně na body.
Po necelém roce se vrátil do oktagonu a postavil se proti Wilsonu Reisovi kterého ukončil na TKO ve druhém kole. Zápas pro něj byl velice snadný.
Poté s přehledem porazil Sergio Pettise kterého několikrát strhl na zem a dominoval po celý zápas. Tímto vítězstvím si vysloužil odvetný zápas se stálým šampionem musí váhy Demetriousem Johnsonem.
Byl to velice těsný zápas ale díky Porazům nakonec těsně Johnsona porazil a stal se tak historicky druhým šampionem muší váhy za 6 let její existence.
Na prvním turnaji v roce 2019 se Cejudo utkal s šampionem bantamové váhy TJ Dillashawem. Cejudo za 32 vteřin vyhrál a zachránil tak muší váhu před jejím zrušením.
Na turnaji UFC 238 Cejudo porazil Marlona Moraese, a získal titul bantamové váhy.